# تمنا باتیا
تمنا باتیا (انگلیسی: Tamannaah Bhatia؛ زادهٔ ۲۱ دسامبر ۱۹۸۹) یک مدل، و هنرپیشه اهل هند است. وی از سال ۲۰۰۵ میلادی تاکنون مشغول فعالیت بوده است.
از فیلم‌ها یا برنامه‌های تلویزیونی که وی در آن نقش داشته است می‌توان به ۱۰۰٪ عشق اشاره کرد.

## فیلم‌شناسی
فهرست برخی از فیلم‌هایی که تمنا باتیا در آنها به ایفای نقش پرداخته است:
- چهره‌ای که مانند ماه می‌درخشد-۲۰۰۵
- آقا-۲۰۰۵
- کدی-۲۰۰۶
- معامله‌گر-۲۰۰۷
- روزهای شاد-۲۰۰۷
- کالج-۲۰۰۷
- کالیداسو-۲۰۰۸
- آماده-۲۰۰۸
- بی‌سواد-۲۰۰۹
- کمی خوشی کمی سختی-۲۰۰۹
- خالق-۲۰۰۹
- رقص شادی-۲۰۰۹
- عشقم را پیدا کردم-۲۰۰۹
- نوجوان-۲۰۱۰
- کوسه-۲۰۱۰
- پاک‌کننده-۲۰۱۰
- پلنگ-۲۰۱۱
- کو-۲۰۱۱
- ۱۰۰٪ عشق-۲۰۱۱
- بدرینات-۲۰۱۱
- ببر-۲۰۱۱
- آفتاب‌پرست-۲۰۱۱
- سر و صدا-۲۰۱۲
- چون عشق است-۲۰۱۲
- ریبل-۲۰۱۲
- رامبابو به‌همراه فیلم‌بردار گانگا-۲۰۱۲
- همت‌والا-۲۰۱۳
- ترقه-۲۰۱۳
- شجاعت-۲۰۱۴
- به نظر می‌رسد-۲۰۱۴
- داماد سینو-۲۰۱۴
- سرگرمی-۲۰۱۴
- او درنگ نخواهد کرد-۲۰۱۴
- آغاز باهوبالی-۲۰۱۵
- واسو و سراوانان همشاگردی هستند-۲۰۱۵
- سایز صفر-۲۰۱۵
- ببر بنگال-۲۰۱۵
- تند و تیز-۲۰۱۶
- نفس-۲۰۱۶
- دارما دوری-۲۰۱۶
- جگوار-۲۰۱۶
- الهه-۲۰۱۶
- مبارزه با شمشیر-۲۰۱۶
- باهوبالی ۲: فرجام-۲۰۱۷
- معشوق پایان ناپذیر است-۲۰۱۷
- جای لاوا کوسا-۲۰۱۷
- طرح-۲۰۱۸
- تو مال منی-۲۰۱۸
- بعدش چی-۲۰۱۸
- کی.جی.اف: بخش ۱-۲۰۱۸
- اف۲: تفریح و ناامیدی-۲۰۱۹
- جذاب عزیزم-۲۰۱۹
- روح ۲-۲۱۰۹
- خاموشی-۲۰۱۹
- زنده باد ناراسیما ردی-۲۰۱۹
- پترومکس-۲۰۱۹
- اکشن-۲۰۱۹
- جان‌سخت-۲۰۲۰
- سوت بزن-۲۰۲۱
- استاد-۲۰۲۱
- اف۳: تفریح و ناامیدی-۲۰۲۲
- بابلی بانسر-۲۰۲۲
- پلن ای پلن بی-۲۰۲۲
- زمستان را یادته؟-۲۰۲۲
- داستان‌های شهوت ۲-۲۰۲۳
- زندانبان-۲۰۲۳
- بهولا شانکار-۲۰۲۳
- قصر ۴-۲۰۲۴
- زن ۲-۲۰۲۴
- ودا-۲۰۲۴